# Abadia de Vézelay
L'abadia de Vézelay va ser construïda l'any 859 per Geoffroy, abat de Vézelay, el qual imposà el culte de Maria Magdalena, convertint immediatament el poble en un lloc de pelegrinatge.
La reputació de l'abadia permet al poble prosperar i es converteix en una ciutat que atreu cada vegada més pelegrins com el duc de Borgonya Hug II i la seva cort l'any 1084. O, més tard, Bernat de Claravall (Sant Bernat) que ve per a predicar la segona Croada (1146), Felip II de França i Ricard Cor de Lleó, abans de la seva sortida per a la tercera Croada (1190), o també Lluís IX (1248).

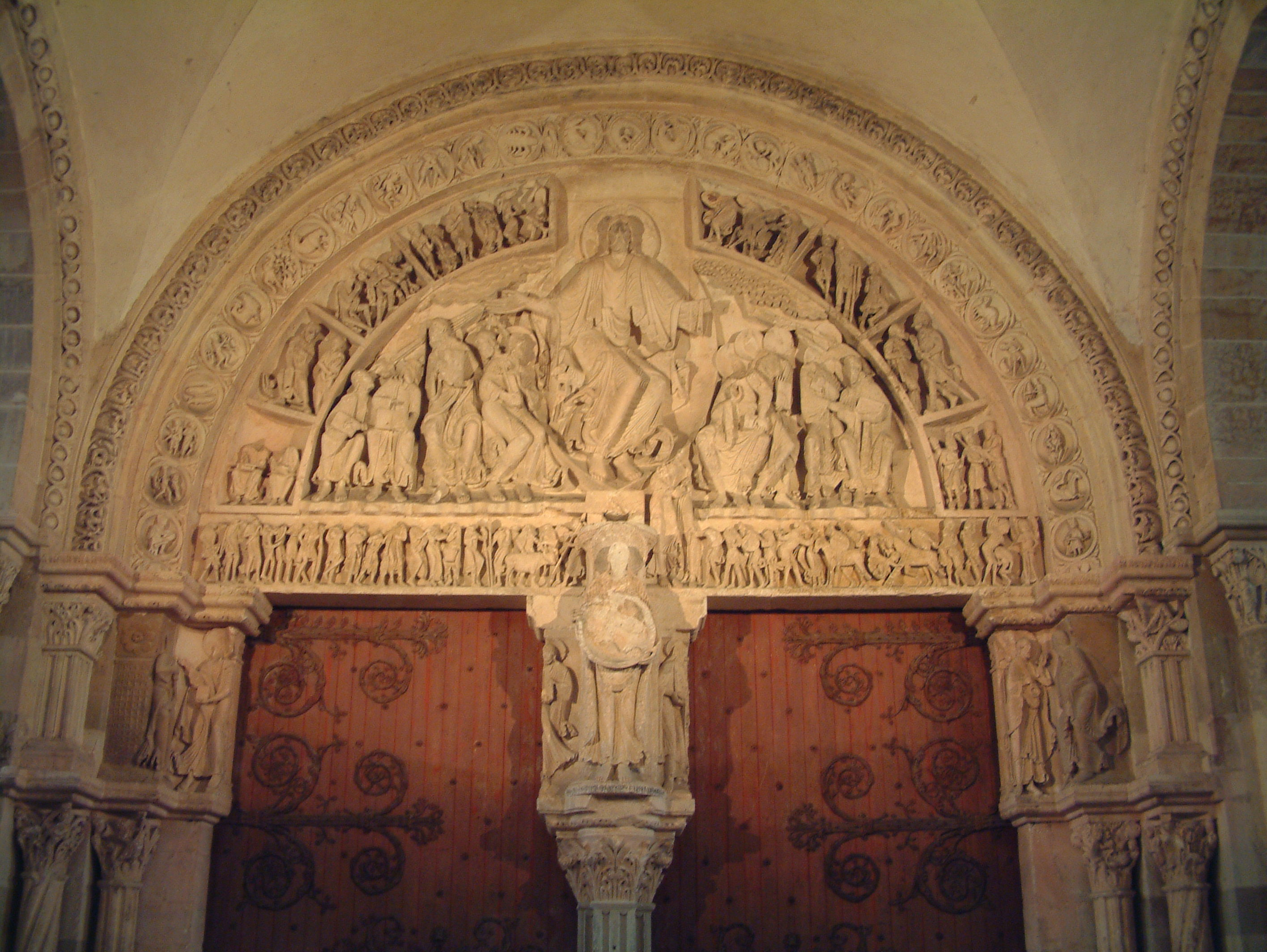
El timpà de la portalada

L'any 1096 l'abat Artaud comença una ampliació, es construeix un nou cor i un nou creuer. Els treballs duraran fins a 1104 i solament es conservarà la nau.
Al juliol del 1120, a la vetlla de Santa Magdalena, l'estructura de l'abadia es cala foc i s'enfonsa (causant la mort de 1127 persones). Es construirà una nova nau que s'acabarà l'any 1138.
L'any 1185 comença la construcció d'un nou cor i creuer d'estil gòtic.
L'any 1217, s'hi instal·len els franciscans. El declivi comença amb la troballa a Sant Maximim de noves relíquies de Santa Magdalena.
L'any 1537 se secularitza i se substitueixen els monjos pels canonges.
L'any 1790, l'abadia es torna una simple església parroquial i posteriorment, en 1796, es ven com un bé nacional.
L'any 1840 s'encomana la restauració del que quedava de l'edifici original i salvar-lo de la ruïna a Eugène Viollet-le-Duc, car havia sofert molts danys amb el saqueig dels hugonots (1569), l'amartellement de les escultures del timpà (1793) i el llamp que va caure sobre la Volta Sant Miquel (1819). S'acaba l'any 1876 amb el lliurament de les relíquies de Santa Maria Magdalena i el restabliment dels pelegrinatges, aturats de nou a partir de 1912.
L'any 1920, se li dona el rang de basílica i els pelegrinatges poden tornar a continuar.
Finalment, el 1979 és declarada Patrimoni de la Humanitat de la UNESCO.